# Carl Loyd
Carl E. Loyd (Bush, 24 novembre 1925 – Roseland, 29 agosto 2012) è stato un cestista statunitense, professionista nella NBL.

## Carriera
Giocò una stagione nella NBL, disputando 29 partite con 3,3 punti di media.